# Věra Němečková
Věra Němečková (* 28. února 1950, Chrudim) je česká historička a archivářka, která se specializuje na pomocné vědy historické nejen ve středověku. V současné době působí na Katedře pomocných věd historických a archivnictví Filozofické fakulty Univerzity Hradec Králové.

## Odborné působení
- 1974–1994 – Muzeum východních Čech, Hradec Králové
- 1995 – Státní okresní archiv Hradec Králové
- od 1995 – Univerzita Hradec Králové
- 2005–2017 vedoucí Katedry pomocných věd historických a archivnictví

## Výběr z odborných publikací a článků
- NĚMEČKOVÁ, Věra, BOLOM-KOTARI, Martina, (ed.): Pontes ad fontes: církevní dějiny ve světle pomocných věd historických a příbuzných oborů. Hradec Králové: Filozofická fakulta Univerzity Hradec Králové, Kabinet regionálních církevních dějin, 2011. 369 s. Pontes series; no 1. ISBN 978-80-260-1384-6.
- Církev, žena a společnost ve středověku: sv. Anežka Česká a její doba. Vyd. 1. Ústí nad Orlicí: Oftis spolu s Biskupstvím královéhradeckým – Diecézním teologickým institutem za podpory FF UHK, 2010. 213 s. ISBN 978-80-7405-082-4.
- NĚMEČKOVÁ, Věra: Insignie Univerzity Hradec Králové a jejich symbolika,in: Folia numismatica : supplementum ad Acta Musei Moraviae / Kašparová, Dagmar Brno : Moravské zemské muzeum, 2010 Acta Musei Moraviae. Scientiae sociales. Supplementum. 95. 2010. 78 s., il. 0862-1195. Sv. 24, č. 2 (2010), s. 127–135
- NĚMEČKOVÁ, Věra, BOUBLÍKOVÁ-JAHNOVÁ, Juliana: Současné české medailérské umění 1997–2007: rozmanitost materiálů, technik, forem a významů: Národní muzeum v Praze, 6. února – 30. března 2008. V Praze: Asociace umělců medailérů ve spolupráci s Národním muzeem, 2008. 21 s.[34] s. ISBN 978-80-7036-226-6.,
- NĚMEČKOVÁ, Věra: Války, boje, nepokoje a jejich odraz v nálezech mincí Královéhradeckého kraje. In: Peníze v proměnách času. 6. Mincovnictví, peněžní vztahy a medailérství za válek od antiky až po Vídeňský kongres / Ostrava : Jan Štefan MARQ, 2008 s. 47–52.

## Ocenění
- V roce 2015 byla Věře Němečkové udělena medaile „Za zásluhy o české archivnictví“.